# Vườn quốc gia Khlong Phanom
Vườn quốc gia Khlong Phanom (tiếng Thái: คลองพนม) là một vườn quốc gia ở miền nam Thái Lan, bảo vệ 410,4 km² rừng thuộc Dãy núi Phuket. Vườn quốc gia này được thành lập ngày 17/11/2000.
Vườn quốc gia này tọa lạc tại tây nam Tỉnh Surat Thani, thuộc huyện Phanom. Vườn quốc gia này tiếp nối liên tục với Vườn quốc gia Khao Sok ở phía bắc, được phân chia bởi Quốc lộ 401 Thái Lan. Về phía tây nam tiếp giáp với Khu trú ẩn động vật hoang dã Tonpariwat.